# Ham Deog-won
Ham Deog-won (kor. 함 덕원; ur. 12 lipca 1961) – południowokoreański zapaśnik w stylu wolnym. Olimpijczyk z Seulu 1988, gdzie odpadł w eliminacjach w kategorii 130 kg.
Piąty w Pucharze Świata w 1982 i 1989 roku.